# Abe Laboriel
Abe Laboriel (Los Ángeles, 23 de marzo de 1971) es un músico México Estadounidense. Hijo del bajista mexicano Abraham Laboriel (n. 1947) y hermano del productor musical, compositor y cineasta Mateo Laboriel, Abe Laboriel Jr. es más conocido por su trabajo como baterista del músico británico Paul McCartney (n. 1942) y de la cantante francesa Mylene Farmer (n. 1961), entre otros.

## Biografía

### Primeros años
Hijo del bajista de jazz Abraham Laboriel, Abe creció en un entorno dominado por la música y comenzó a tocar la batería a la temprana edad de cuatro años. Durante su evolución, fue enseñado por conocidos percusionistas y baterías como Jeff Porcaro, Chester Thompson, Bill Maxwell y Alex Acuña, quien formó con su padre el grupo Koinonia en la década de 1980.
Acudió al Dick Grove School of Music, donde estudió con Peter Donald. También acudió al Hamilton High School Academy of Music con Manny Marroquin. En 1989, fue premiado con el National Foundation for the Advancement of the Arts. Posteriormente, entró en el Berklee College of Music, donde se graduó en 1993.

### Carrera musical
El primer trabajo de Laboriel como batería fue durante una gira con el guitarrista Steve Vai. A continuación salió de gira con Seal, quien sirvió como contacto con varios productores musicales de la zona de Los Ángeles (California) para trabajar como músico de sesión. Laboriel continuó trabajando como batería de k.d. lang, y posteriormente se unió al grupo de Sting. Su trabajo con k.d. lang también le valió su unión con Paul McCartney, quien le invitó a tocar por primera vez con él durante el Concierto Por New York City, en octubre de 2001, en memoria de las víctimas del atentado del 9/11. También grabó y salió de gira con Robi Draco Rosa.
Desde entonces, Laboriel ha trabajado con una larga lista de músicos que incluye a Crystal Lewis, Shakira, B.B. King, Steven Curtis Chapman, Eric Clapton, Johnny Hallyday, Jenifer, Steve Winwood, Les Paul, Ashlee Simpson, LeAnn Rimes, Vanaz, Mylène Farmer, Letters to Cleo, Vanessa Carlton, Kelly Clarkson, Juanes, Lady Gaga y Fito Páez, entre otros. En 2006, cantó la canción "Les Mots" (en español: "Las palabras") a dúo con Myléne Farmer en el programa Avant que l'ombre... á Bercy, y tocó con Sting en el Montreux Jazz Festival.
En 2009, salió de gira con Eric Clapton y Steve Winwood en una gira por Estados Unidos, con catorce conciertos.

## EQUIPO
Batería
Drum Workshop:
- 28" x 20" Bass Drum
- 14" x 8" Straight Snare Drum
- 15" x 12" Rack Tom
- 18" x 16" Floor Tom
- 20" x 16" Floor Tom

Platillos
Paiste:
- 15" 2002 Sound Edge Hi-Hat
- 22" 2002 Crash
- 24" Giant Beat Ride
- 24" 2002 Ride
- 24" 2002 Crash

Hardware
- 5002AD4 Accelerator Double Pedal
- 5500TD 2-leg Delta Hi-Hat Stand
- 9300 Snare Drum Stand (x2)
- 9710 Low Straight/Boom Cymbal Stand (x4)
- DWSM912 1/2x18" Cymbal Arm
- DWSM9212 1/2x18" C-Hat Arm w/MG-3
- 9120AL Tractor AirLift Drum Throne

Baquetas
- Vic Firth Abe Laboriel Jr. Signature:
- L = 17" | Dia. = .630"